# Паллада (фрегат учебный)
«Палла́да» — учебный трёхмачтовый фрегат (судно с полным парусным вооружением), принадлежащий Дальневосточному государственному техническому рыбохозяйственному университету (Владивосток).
Построен в Польше на Гданьской судоверфи в 1989 году. Флаг был поднят 4 июля 1989 года.
Назван в честь фрегата «Паллада» русского военного флота, который в 1852—1855 годах под командованием капитана И. С. Унковского совершил с дипломатической миссией вице-адмирала Е. В. Путятина плавание из Кронштадта через Атлантический, Индийский, Тихий океаны к берегам Японии. В этом рейсе участвовал писатель И. А. Гончаров.
Это трёхмачтовое судно построено по прототипу парусных судов начала XX века; имеет полное вооружение типа «корабль». 26 парусов управляются исключительно вручную и являются основным движителем судна. Два двигателя с приводом на один винт регулируемого шага, служат для плавания в штормовых условиях, а также при входе и выходе из порта.
Существуют публикации, в которых утверждается, что парусник занесён в Книгу рекордов Гиннесса, как самое быстроходное парусное судно в мире — оно способно развивать скорость более 18 узлов, однако множество других публикаций, говорит о том, что даже скорость в 24 узла не является рекордной для парусников. По всей видимости, в статьях просто не указано, для какого именно типа судна скорость 18 узлов является рекордной.
Фрегат «Паллада» установил официальный рекорд скорости 18,7 узлов для парусных судов класса «А». Однако во время кругосветного плавания 2007—2008 «Паллада» установила новый рекорд 18,8 узлов. Этот рекорд был зафиксирован в бортовом журнале, а также заснят на видео, но официально не оформлен.
В настоящее время учебный парусник используется для учебных и научно-исследовательских целей при обучении курсантов Дальрыбвтуза, а также курсантов и практикантов других учреждений и организаций.

## Основные технические характеристики судна
- Длина наибольшая (с бушпритом) — 108,6 м
- Ширина наибольшая — 14,0 м
- Максимальная осадка — 6,6 м
- Водоизмещение — 2284 т
- Мощность двигателей — 2 × 419 кВт
- Высота грот-мачты — 49,5 м
- Количество парусов — 26
- Площадь парусов — 2771 м²
- Экипаж — 51 чел.
- Количество мест для практикантов — 144
- Место постройки: Гданьская судоверфь (код проекта — B810/04)
- Главный конструктор: Зигмунд Хорен

## Историческая справка

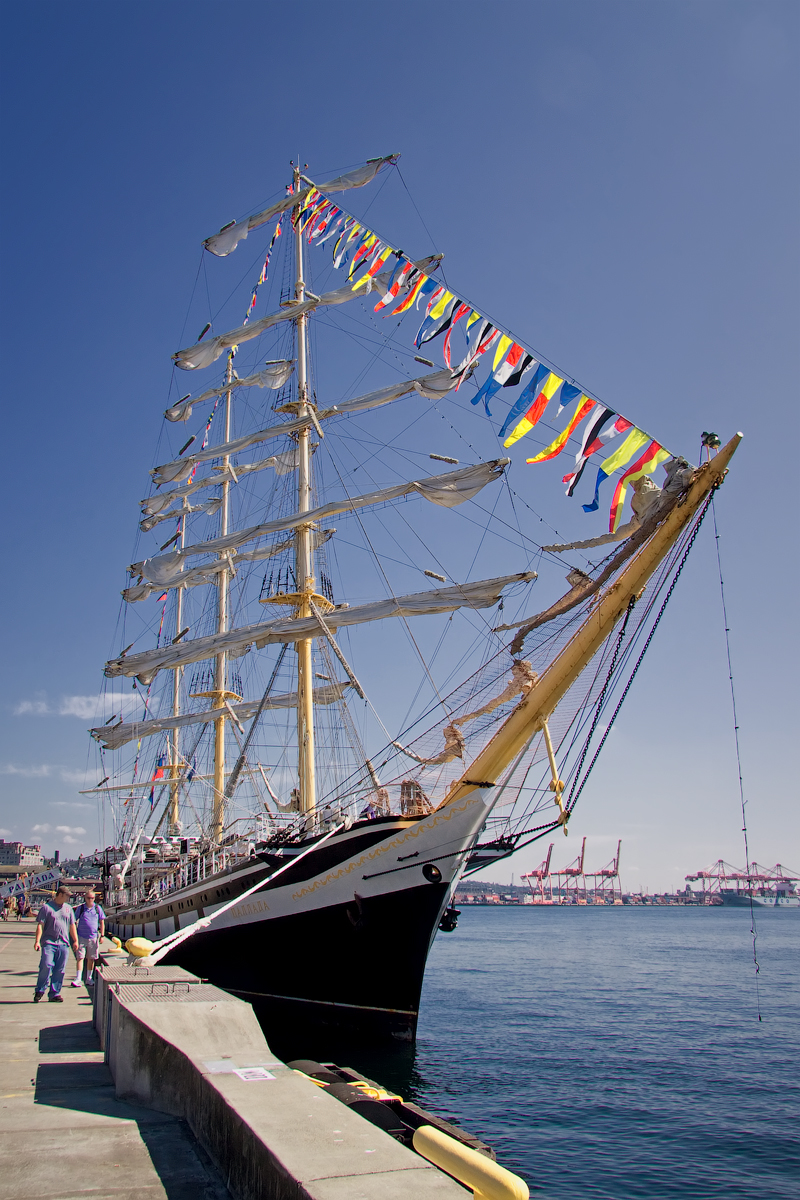
В г. Сиэтл (США) 11 августа 2011 г. Международная транстихоокеанская экспедиция.

Современное учебное парусное судно «Паллада» построено в Гданьске под надзором Польского Регистра в 1989 году. Имеет полное парусное вооружение. В Польше были построены однотипные суда: «Дар Молодёжи» для города Гдыня, «Дружба» для города Одесса, «Мир» для города Ленинград, «Херсонес» для города Севастополь, «Паллада» и «Надежда» для города Владивосток.
Первым капитаном УПС «Паллада» был Юрий Арсентьев.
2 ноября 2007 года учебное парусное судно Дальрыбвтуза «Паллада» отправилось в кругосветное плавание, посвящённое 190-летию кругосветного плавания российских кораблей под командованием Ф. Ф. Беллинсгаузена и М. П. Лазарева и 50-летию начала советских исследований Антарктиды. Судно пересекло экватор и побывало в 19 иностранных портах. Первый переход был совершён в столицу Филиппин Манилу. Позже фрегат побывал в таких странах, как Папуа-Новая Гвинея, Новая Зеландия, Фиджи, Западное Самоа, Таити, Венесуэла, Куба, Азорские острова (Португалия), Испания, Тунис, Греция, Украина Севастополь, Египет, Малайзия, Сингапур, Китай, Япония, Республика Корея. Смены курсантского экипажа производились на Кубе и в Новороссийске. Первый этап занял 4,5 месяца.
28 декабря 2009 года в Кремле состоялось торжественное награждение капитана УПС «Паллада» Н. К. Зорченко орденом «За морские заслуги». Эту высокую награду Н. К. Зорченко вручил лично Президент РФ Д. А. Медведев.
Во время учебного рейса УПС «Паллада» № 113 по маршруту Владивосток-Пусан-Гонконг-Владивосток, в порту Сингапур с 10 по 12 марта 2010 года прошли торжественные мероприятия, посвященные 65-летней годовщине Победы в Великой Отечественной войне, с участием высокопоставленных лиц Республики Сингапур, представителей посольства РФ в Республике Сингапур и дипломатического корпуса десяти стран. На судне состоялся торжественный обед; члены экипажа УПС «Паллада» и курсантский состав почтили память русского офицера В. С. Астафьева, возложив венки на месте его захоронения в форте Каннинг. На борту была развернута фотоэкспозиция, посвященная 65-летней годовщине победы России в Великой Отечественной войне. В дни открытых дверей российский парусник посетило 2 500 человек.
1 июля по 8 октября 2011 года «Паллада» совершила Международную транстихоокеанскую экспедицию, посвященную 50-летию полета в космос Ю. А. Гагарина и 270-летию открытия Русской Америки российскими мореплавателями. За время экспедиции уникальную морскую практику в условиях океанического плавания прошли курсанты Дальневосточного государственного технического рыбохозяйственного университета и Камчатского государственного технического университета. В ходе рейса знаменитый российский парусник посетил шесть американских портов: Кадьяк, Ситке, Сиэтл, Сан-Франциско, Лос-Анджелес, Гонолулу и канадский порт Виктория, преодолев 12 030 миль. Рейс длился 100 дней. Во всех портах заходов командный и курсантский состав посетили исторические места и памятники культуры, приняли участие в официальных мероприятиях. Несколько тысяч иностранных гостей посетили парусник; специально для них курсанты-дальневосточники проводили экскурсии по судну, во время которых все желающие могли ознакомиться c тематическими выставками.
В период с 27 января по 5 мая 2012 года «Паллада» совершила учебный рейс. Знаменитый российский парусник прошёл по маршруту Владивосток — Пусан (Южная Корея) — Шанхай (КНР) — Сингапур — Вунтаву (Вьетнам) — Далянь (КНР) — Нагасаки (Япония) — Владивосток, данный рейс длился 99 дней, за это время парусник преодолел 6 920 миль. Уникальную морскую практику под парусами прошли курсанты Дальневосточного государственного технического рыбохозяйственного университета, Владивостокского морского рыбопромышленного колледжа и Дальневосточного мореходного училища. Данный рейс примечателен тем, что помимо российских курсантов практику на борту «Паллады» прошли курсанты Шанхайского океанологического университета и Сингапурской морской академии.
с 26 по 30 апреля 2012 года «Паллада» приняла участие в фестивале больших парусных судов в Нагасаки. Фестиваль очень красивое и зрелищное мероприятие, которое пользуется огромной популярностью и интересом японцев и жителей других стран. В рамках фестиваля прошли следующие мероприятия: парад парусных судов, встречи капитанов (знакомства, обмен опытом, представительские функции).
В период с 19 июня по 20 августа 2012 года в рамках учебного рейса № 121 морскую практику прошли курсанты Дальневосточного государственного технического рыбохозяйственного университета, Камчатского государственного технического университета, Сахалинского морского колледжа (г. Невельск), а также юнги клуба юных моряков «Алые паруса» им. адмирала Г. И. Невельского (г. Комсомольск-на-Амуре).
22 января 2013 г. учебное парусное судно «Паллада» отправилось в «Африканскую одиссею», посвященную 20-летию Всемирного дня водных ресурсов. Знаменитый российский парусник прошёл по маршруту Владивосток — Сингапур — Порт-Луи (Маврикий) — Дурбан (ЮАР) — Порт-Луи (Маврикий) — Сингапур — Пусан (Ю. Корея) — Владивосток. Почти пять месяцев российский фрегат бороздил воды Тихого и Индийского океанов. На борту судна уникальную морскую практику прошли курсанты Дальневосточного государственного технического рыбохозяйственного университета и Владивостокского морского рыбопромышленного колледжа.
25 января УПС «Паллада» отправился в первый рейс в 2014 году «Владивосток-Инчхон-Пинанг-Сингапур-Муара-Пусан-Владивосток».
В начале февраля 2014 года знаменитый парусник зайшел в корейский порт Инчхон, где экипаж «Паллады» принял участие в мемориальной церемонии, посвященной 110-летию со дня боя и гибели крейсера «Варяг» и канонерской лодки «Кореец». Курсанты и командный состав учебного парусного судна возложили венки к памятнику, посвященному героическому подвигу российских моряков. Также, экипаж «Паллады» совместно с сотрудниками Посольства РФ в Республике Корея и корейскими военными комиссарами отдали честь русским морякам, спустив венки на воду в месте, где был затоплен легендарный крейсер «Варяг».
4 июля 2014 года учебное парусное судно «Паллада» отметило свой юбилей — 25 лет. Этот приморский парусник известен во всем мире, за 25 лет учебное судно посетило 107 портов 37 стран мира. Белоснежные паруса «Паллады» видели жители Кореи, Австралии, Польши, Украины, Вьетнама, Сингапура и многих других стран. А на борт приморского парусника поднимались президенты, дипломаты, депутаты, известные актёры и режиссёры.
26 апреля 2014 года приморский парусник «Паллада» принял участие в традиционном фестивале больших парусных судов стран АТР, который проводится в Нагасаки с 1999 года. «Паллада» встала на якорную стоянку на внешнем рейде порта Нагасаки, куда вскоре подошли и другие суда-участники (четыре парусника от Японии и один от республики Корея). За действиями курсантов наблюдали тысячи местных жителей и туристов, собравшихся на причальных площадях. С поставленной задачей экипаж справился блестяще. Развернутые паруса «Паллады» приковали внимание огромного количества присутствующих в это время японцев и граждан других стран.
4 февраля 2015 года, учебное парусное судно «Паллада» отправилось в  учебный рейс, посвященный 70-летию Победы в Великой Отечественной войне 1941-1945 годов.  В этот раз парусник зашел в Сингапур, Бруней и Пусан.
С 13 августа по 17 августа 2015 года, «Паллада» прибыла в порт города Йосу, расположенного на юге Корейского полуострова. Парусник принял участие в мероприятиях Международного фестиваля парусных судов г. Йосу-2015.
15 февраля 2016 года, учебное парусное судно «Паллада» отправилось в первый рейс 2017 года. Практику на легендарном паруснике в этот раз посчастливилось пройти 82 курсантам из филиалов Дальрыбвтуза: Владивостокского морского рыбопромышленного колледжа и Дальневосточного мореходного училища, а также 30 ребятам из Керченского государственного морского технологического университета. Судно пробыло в рейсе 45 суток и за это время посетил два иностранных порта – Далянь(КНР) и Пусан (Южная Корея).
15 сентября 2016 года фрегат прибыл в Магадан.
В 1989 году "Паллада" повторила маршрут известного фрегата "Паллада" в его переходе с Балтики на Тихий океан, а первое кругосветное плавание парусник совершил в 1992 году, длившееся 189 суток. В рамках кругосветки судно участвовало в "Гранд-Регате-92", посвящённой 500-летию открытия Америки Колумбом. Со 2 ноября 2007 года по 11 августа 2008 год совершила вторую кругосветку, посвящённую 190-летию кругосветного плавания российских кораблей под командованием Ф. Беллинсгаузена и М. Лазарева и 50-летию начала российских исследований Антарктиды. 
1 ноября 2019 года вышел в кругосветное плавание, посвященное 200-летию открытия Антарктиды и 75-летию Победы в Великой Отечественной войне.
В сентябре 2021 года прибыл во Владивосток завершив учебный рейс в честь 280-летия Второй Камчатской экспедиции.

## Капитаны
- Юрий Арсентьев (с 1989 по 1993 г.)
- Николай Кузьмич Зорченко (с 1993 по 2010 г.; с 2013 по 20.03.2017 г.; с 18.07.2019)
- Толовиков Сергей Анатольевич (с мая 2012 г. по сентябрь 2013 г.; с 08.02.2017 по 18.07.2019 г.; с 19.07.2019 капитан-дублёр)[6]